# Josef Mayr (Politiker, 1900)
Josef Mayr (* 16. Juni 1900 in Augsburg; † 2. August 1957 in La Spezia, Italien) war ein deutscher Politiker und Mitglied der NSDAP. Er war von 1934 bis 1945 Oberbürgermeister der Stadt Augsburg.

## Leben und Werk
Mayr wurde als Sohn eines Eisenbahnbeamten in Augsburg geboren und besuchte die Oberrealschule. Von 1917 bis 1918 leistete er Dienst als Kriegsfreiwilliger im Ersten Weltkrieg, anschließend trat er dem Freikorps bei. Nach dem Krieg wurde er Sekretär der Augsburger Stadtkämmerei; er bildete sich durch Kurse der Verwaltungsakademie fort.
Er trat 1922 der NSDAP bei, die jedoch bereits ein Jahr später verboten wurde. Nach ihrer Neugründung im Jahr 1925 schloss er sich der Partei am 11. oder 14. Juli desselben Jahres erneut an (Mitgliedsnummer 9.749). 1929 zog er in den Stadtrat ein und 1933 wurde Mayr Zweiter Bürgermeister der Stadt Augsburg. Im Dezember 1934 wurde er zum Ersten Bürgermeister gewählt, zugleich war er Gauamtsleiter für Kommunalpolitik.
Zwischen 1939 und 1943 war er mit Unterbrechungen Reserveoffizier bei der Wehrmacht, zuletzt im Rang eines Majors.
Am 23. April 1945 wurde Mayr der Sabotage bezichtigt und sollte verhaftet werden. Mayr entging der am 25. April 1945 geplanten Verhaftung durch die SS jedoch, da er kurz zuvor Augsburg verlassen hatte. Rudolf Lang, Gründer der Augsburger Freiheitsbewegung, nahm anschließend mit Mayr Kontakt auf und fragte, ob er bereit sei, die Verteidigung der Stadt sowie Brückensprengungen zu verhindern. Als Gegenleistung bot er Mayr eine bewaffnete Schutztruppe und ein Versteck in der Blindenschule in der Augsburger Jesuitengasse an.
Mayr wurde am 28. April 1945 bei der Kapitulation Augsburgs festgenommen und anschließend interniert. Nach der Entnazifizierung arbeitete er ab 1948 als Angestellter in der Privatwirtschaft. Er siedelte später nach Utting am Ammersee über und ging 1955 krankheitsbedingt in den vorzeitigen Ruhestand. Zwei Jahre später verstarb Mayr in Italien.